# مجموعه تلویزیونی کودکانه

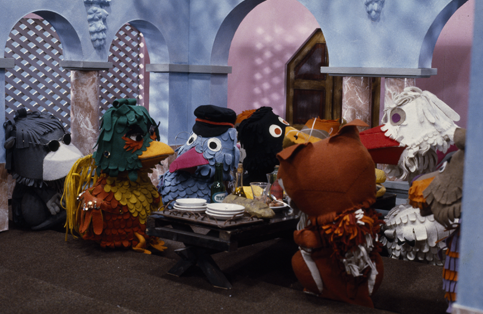
تصویری از سریال مهمونی

سریال تلویزیونی کودکانه یک نوع سریال یا برنامه تلویزیونی است که به طور خاص برای کودکان طراحی و تولید می‌شود هرچند بعضی از آن‌ها توسط بزرگسالان هم قابل تماشا هستند ولی مخاطب اصلی آن‌ها کودکان هستند، این سریال‌های تلویزیونی یا برای سرگرمی یا آموزش ساخته می‌شوند.